# Заим Топчић
Заим Топчић (Гламоч, 28. фебруар 1920 — Сарајево, 15. јул 1990) био је југословенски романописац. Двоструки је добитник награде Друштва писаца Босне и Херцеговине за романе Грумен сунца и Црни снегови (његов син Златко Топчић такође је двоструки добитник ове награде).

## Биографија
Рођен је 28. фебруара 1920. у бошњачкој породици у Гламочу. Већину живота провео је у Сарајеву. Дипломирао је на Економском факултету Универзитета у Београду.
Активно је учествовао у Другом светском рату на страни партизана. Након ослобођења, био је уредник сарајевске радио-станице. Био је генерални секретар Удружења књижевника Босне и Херцеговине (данас Друштво писаца Босне и Херцеговине).
Живео је у Сарајеву са супругом Наилом Селимић, као и сином Златком и ћерком Весном. Као комуниста током Другог светског рата, године 1943. био је заробљен у логору Јасеновац. Улица у Илиџи носи назив по њему.